# Freudenberg (Vohwinkel)
Freudenberg ist eine Ortslage im Wohnquartier Höhe im Wuppertaler Stadtbezirk Vohwinkel.

## Lage und Beschreibung
Freudenberg liegt am Kreuzungspunkt zweier Altstraßen auf einer Höhe von 266 m ü. NHN: einerseits der früheren Höhenstraße von Haan, die heute den Namen Höhe trägt, sowie andererseits einem ehemaligen Kohlenweg, der heute den Namen Gräfrather Straße trägt und die Vohwinkeler Senke durchquert. Dieser Weg wurde um 1815 zur Provinzialstraße Essen–Solingen ausgebaut und ist heute als Bundesstraße 224 qualifiziert.
Benachbarte Ortslagen sind Bracken, Bies, Dasnöckel, Engelshöhe, Halbenberg, Görtscheid, Kirschsiepen, Kluse, Roßkamp, Schlüssel sowie Grünewald und Piepersberg, die beide zu Solingen gehören.

## Geschichte
Der Wohnplatz Freudenberg gehörte ursprünglich zur Honschaft Ketzberg der Bürgermeisterei Gräfrath.
Auf der Topographischen Aufnahme der Rheinlande von 1824 ist der Ort bereits verzeichnet, auf der Preußischen Uraufnahme von 1843 ist der Ort südwestlich von Kluse mit Ch.Hs. notiert. Auf den Messtischblättern der Topografischen Karte 1:25.000 ist der Ort als Freudenberg bis 1974 als notiert. Auf der Ausgabe von 1983 ist die Benennung auf der Karte fortgefallen. Zu dieser Zeit wurde der Ort mit einem Supermarkt überbaut.
1830 lebten im als Wirtshaus bezeichneten Ort sieben Menschen. Die Gemeinde- und Gutbezirksstatistik der Rheinprovinz führte den Ort 1871 mit vier Wohnhäusern und 25 Einwohnern auf. Im Gemeindelexikon für die Provinz Rheinland wurden 1885 ein Wohnhaus mit sieben Einwohnern angegeben. 1895 besaß der Ortsteil ein Wohnhaus mit sechs Einwohnern, für 1905 wurden ein Wohnhaus und fünf Einwohner angegeben.
Mit dem Gesetz über die kommunale Neugliederung des rheinisch-westfälischen Industriegebiets wurden zum 1. August 1929 die Städte Wuppertal und (Groß-)Solingen gegründet. Dabei wurde im Bereich von Freudenberg ein kleiner Streifen aus der dabei in Solingen eingemeindeten ehemaligen Stadt Gräfrath herausgelöst und der neuen Stadt Wuppertal zugewiesen.